# Atletica leggera ai Giochi della V Olimpiade - 1500 metri piani

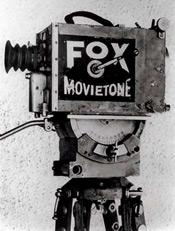
Video della finale (Fasi della gara sono mostrate dal minuto 4'17" al minuto 4'42")

La competizione dei 1500 metri piani di atletica leggera ai Giochi della V Olimpiade si tenne i giorni 9 e 10 luglio 1912 allo Stadio Olimpico di Stoccolma.

## L'eccellenza mondiale
| Record olimpico: 1908   | 4'03”4      | Mel Sheppard  | Presente |
| Migliore prest. europea | 3'59”8 1908 | Harold Wilson | Ritirato |
| Migliore prest. stag.le | 3'55”8      | Abel Kiviat   | Presente |

1. ↑  Stabilita l'8 giugno.

## La gara
La specialità è dominata dagli statunitensi, che portano in finale ben 7 concorrenti.
La finale è una gara tattica, come di consueto nelle manifestazioni importanti: si corre a ritmi lenti fino al penultimo giro.

Alla campanella è in testa lo statunitense Kiviat, seguito dai connazionali Taber e J. P. Jones. All'ultima curva, i tre americani vengono raggiunti dall'inglese Jackson, che dalla settima posizione ha lanciato una forsennata rimonta. Jackson raggiunge Kiviat e Taber e spinge ancora negli ultimi 50 metri; i due rispondono allo sprint, mentre Jones perde terreno. L'inglese brucia sul traguardo Kiviat e Taber, che arrivano letteralmente appaiati.

I giudici devono ricorrere al nuovo strumento di lettura delle immagini fotografiche per attribuire la medaglia d'argento e quella di bronzo.

## Risultati

### Turni eliminatori
| 7 Batterie | 9 luglio  | 45 iscritti    | Si qualificano i primi 2. |
| Finale     | 10 luglio | 14 concorrenti |                           |

### Batterie
| Pos. | Atleta        | Nazione     | Tempo  |
| ---- | ------------- | ----------- | ------ |
| 1    | Mel Sheppard  | Stati Uniti | 4'27"6 |
| 2    | Louis Madeira | Stati Uniti | 4'27"9 |
| 3    | Albert Hare   | Regno Unito | 4'39"9 |

| Pos. | Atleta         | Nazione     | Tempo  |
| ---- | -------------- | ----------- | ------ |
| 1    | Norm Taber     | Stati Uniti | 4'25"5 |
| 2    | Philip Baker   | Regno Unito | 4'26"0 |
| 3    | Georg Amberger | Germania    | 4'27"0 |
| 4    | Teofil Savniky | Ungheria    | ND     |
| 4    | Rūdolfs Vītols | Russia      | ND     |
| -    | Dmitry Nazarov | Russia      | Rit.   |

| Pos. | Atleta             | Nazione     | Tempo  |
| ---- | ------------------ | ----------- | ------ |
| 1    | Abel Kiviat        | Stati Uniti | 4'04"4 |
| 2    | Henri Arnaud       | Francia     | 4'05"4 |
| 3    | Norman Patterson   | Stati Uniti | 4'05"5 |
| 4    | Jack Tait          | Canada      | ND     |
| 5    | Ferenc Forgács     | Ungheria    | ND     |
| 6    | François Delloye   | Belgio      | ND     |
| 6    | Ole Jacob Pedersen | Norvegia    | ND     |
| -    | Eddie Owen         | Regno Unito | Rit.   |

| Pos. | Atleta             | Nazione     | Tempo  |
| ---- | ------------------ | ----------- | ------ |
| 1    | Arnold Jackson     | Regno Unito | 4'10"8 |
| 2    | John Paul Jones    | Stati Uniti | 4'12"4 |
| 3    | John Victor        | Sudafrica   | 4'12"7 |
| 4    | Lewis Anderson     | Stati Uniti | ND     |
| 5    | Oscar Larsen       | Norvegia    | ND     |
| 6    | Arnolds Indriksons | Russia      | ND     |
| 7    | Alfrēds Ruks       | Russia      | ND     |

| Pos. | Atleta              | Nazione     | Tempo  |
| ---- | ------------------- | ----------- | ------ |
| 1    | John Zander         | Svezia      | 4'05"5 |
| 2    | Evert Björn         | Svezia      | 4'07"2 |
| 3    | Herbert Putnam      | Stati Uniti | 4'07"6 |
| 4    | Richard Yorke       | Regno Unito | ND     |
| 5    | Georg Mickler       | Germania    | ND     |
| 6    | Aleksandr Yelizarov | Russia      | ND     |
| 6    | Nikolay Kharkov     | Russia      | Rit.   |
| -    | Charles Ruffell     | Regno Unito |        |

| Pos. | Atleta            | Nazione     | Tempo  |
| ---- | ----------------- | ----------- | ------ |
| 1    | Erwin von Sigel   | Germania    | 4'09"3 |
| 2    | Frederick Hedlund | Stati Uniti | 4'10"8 |
| 3    | William Moore     | Regno Unito | 4'11"2 |
| 4    | Nils Frykberg     | Svezia      | 4'11"2 |
| -    | Andrejs Krūkliņš  | Russia      | ND     |
| -    | Fred Hulford      | Regno Unito | ND     |
| -    | Guido Calvi       | Italia      | Rit.   |

| Pos. | Atleta           | Nazione     | Tempo  |
| ---- | ---------------- | ----------- | ------ |
| 1    | Ernst Wide       | Svezia      | 4'06"0 |
| 2    | Walter McClure   | Stati Uniti | 4'07"3 |
| 3    | William Cottrill | Regno Unito | ND     |
| 4    | Efraim Harju     | Finlandia   | ND     |
| 5    | Yevgeny Petrov   | Russia      | ND     |
| NC   | Vahram Papazyan  | Turchia     | Rit.   |

### Finale
Sono ufficializzati i tempi dei primi tre classificati.
| Pos.    | Atleta            | Età | Nazione     | Tempo ufficiale | Tempo ufficioso |
| ------- | ----------------- | --- | ----------- | --------------- | --------------- |
| Oro     | Arnold Jackson    | 21  | Regno Unito | 3'56"8          |                 |
| Argento | Abel Kiviat       |     | Stati Uniti | 3'56"9          |                 |
| Bronzo  | Norm Taber        |     | Stati Uniti | 3'56"9          |                 |
| 4       | John Paul Jones   |     | Stati Uniti |                 | 3'57"2          |
| 5       | Ernst Wide        |     | Svezia      |                 | 3'57"6          |
| 6       | Philip Baker      | 23  | Regno Unito |                 | 4'01"0          |
| 7       | John Zander       |     | Svezia      |                 | 4'02"0          |
| 8       | Walter McClure    |     | Stati Uniti |                 | Non Disponibile |
| -       | Mel Sheppard      | 29  | Stati Uniti |                 | ND              |
| -       | Henri Arnaud      |     | Francia     |                 | ND              |
| -       | Frederick Hedlund |     | Stati Uniti |                 | ND              |
| -       | Erwin von Sigel   |     | Germania    |                 | ND              |
| -       | Louis Madeira     |     | Stati Uniti |                 | ND              |
| -       | Evert Björn       |     | Svezia      |                 | ND              |